# Цесьле-Великі
Цесьле-Великі (пол. Cieśle Wielkie) — село в Польщі, у гміні Колачково Вжесінського повіту Великопольського воєводства.
Населення — 74 особи (2011).
У 1975-1998 роках село належало до Познанського воєводства.

## Демографія
Демографічна структура станом на 31 березня 2011 року:
|          | Загалом | Допрацездатний вік | Працездатний вік | Постпрацездатний вік |
| -------- | ------- | ------------------ | ---------------- | -------------------- |
| Чоловіки | 34      | 6                  | 23               | 5                    |
| Жінки    | 40      | 13                 | 19               | 8                    |
| Разом    | 74      | 19                 | 42               | 13                   |